# Cerro Gallos
Cerro Gallos är ett berg i Mexiko.   Det ligger i kommunen Aguascalientes och delstaten Aguascalientes, i den centrala delen av landet, 400 km nordväst om huvudstaden Mexico City. Toppen på Cerro Gallos är 2 336 meter över havet, eller 360 meter över den omgivande terrängen. Bredden vid basen är 22,5 kilometer.
Terrängen runt Cerro Gallos är platt söderut, men norrut är den kuperad. Runt Cerro Gallos är det ganska glesbefolkat, med 39 invånare per kvadratkilometer. Närmaste större samhälle är Encarnación de Díaz, 14,9 km söder om Cerro Gallos. Trakten runt Cerro Gallos består i huvudsak av gräsmarker.